# Critical Resistance
Critical Resistance est une organisation basée aux États-Unis qui travaille à construire un mouvement populaire pour démanteler ce qu'elle définit comme le complexe carcéro-industriel (Prison Industrial Complex). Le siège national de Critical Resistance se situe à Oakland en Californie et comporte trois sections à New York, Los Angeles et Portland.
Critical Resistance défend l'idée de l'abolition du système pénitentiaire dès sa première conférence en 1998. L'organisation considère le complexe carcéro-industriel comme une réponse à des questions de société tels que le sans-abrisme, l'immigration ou encore la non-conformité de genre. Depuis 1998, elle a participé à de nombreuses campagnes et projets visant à s'opposer à la construction de prisons ainsi qu'à promouvoir les droits des détenus.

## L'organisation
Critical Resistance a été fondée entre autres par Angela Davis, Rose Braz et Ruth Wilson Gilmore en 1997. L'organisation est principalement composée de membres bénévoles, avec trois employés basés à Oakland.
Chaque section détermine son propre travail indépendamment. Ses projets incluent notamment :
- Contribuer à arrêter l'essor de la construction de prisons en Californie.
- Surveiller et dénoncer les violences policières (réseau Copwatch).
- Constituer et participer à la coalition Community in Unity pour arrêter la construction d'une prison de 2 000 places dans le Bronx Sud.
- Faciliter l'éducation dans les prisons et la création de médias politiques par, pour et avec les prisonniers et anciens détenus.
- Éducation politique et développement en leadership.
- Construire un mouvement populaire pour assurer une véritable sécurité qui ne repose pas sur l'incarcération et le contrôle pour résoudre les problèmes sociaux, économiques et politiques.

À partir de 2017, la section basée Oakland a trois campagnes / projets principaux :
- Stop Urban Shield, pour une démilitarisation des forces de l'ordre dans la préparation aux urgences centrée sur les communautés[4]
- No New SF Jail Coalition, pour la fermeture définitive de la prison du comté de San Francisco[5]
- Oakland Power Project, pour l'abolition de la police et la construction de communautés auto-déterminées[6]

## Ses missions
Critical Resistance adopte une position abolitionniste contre le complexe carcéro-industriel et indique s'inspirer de l'héritage du mouvement d'abolition de l'esclavage des années 1800. Les abolitionnistes de l'organisation considèrent que le système pénitentiaire actuel n'est pas "cassé" comme le pensent de nombreux réformistes, mais qu'il travaille efficacement à ce qu'ils disent être son véritable objectif : contenir, contrôler et tuer les personnes que l'État considère comme des menaces, y compris les personnes racisées, les migrants et les membres de la communauté LGBT. L'objectif de l'organisation n'est donc pas de réformer le système pénitentiaire mais de le démanteler complètement. 
Les trois dimensions clés de Critical Resistance telles qu'identifiées par la cofondatrice de l'organisation Angela Davis, sont les politiques publiques, l'organisation communautaire et la recherche universitaire. L'organisation utilise des travaux universitaires, des interventions et autres politiques législatives ainsi que des campagnes populaires dans le but d'inverser l'expansion des prisons et d'appeler à la dépénalisation de la drogue et de la prostitution. 
Dans la définition des missions de l'organisation, il est affirmé que c'est la fourniture des besoins fondamentaux tels que la nourriture, le logement et la liberté, et non l'incarcération et la punition, qui rendra les communautés sûres et sécurisées.

## Origines
L'organisation Critical Resistance (CR) a été formée en 1997 par Angela Davis, Rose Braz, Ruth Wilson Gilmore et d'autres militants pour faire face aux questions de l'incarcération de masse et de la police. Du 25 au 27 septembre 1998, Critical Resistance a tenu sa première conférence à l'Université de Californie à Berkeley. Plus de 3 500 personnes ont participé, y compris d'anciens et actuels prisonniers et leurs familles, des militants, des universitaires, des chefs religieux, des personnes sans-abri, des décideurs et des membres de la communauté LGBT. 
Cette conférence a contesté le phénomène appelé complexe carcéro-industriel (Prison Industrial Complex ou PIC). Critical Resistance affirme que le gouvernement a réduit les prisons à l'état de marchandises souhaitables et, en retour, a obtenu le soutien du public pour agrandir les prisons. La première conférence internationale de CR a mis le terme « complexe carcéro-industriel » à l'ordre du jour national dans le but de convaincre le public américain d'arrêter l'incarcération de masse. 
La définition des missions de CR soutient l'abolition du complexe carcéro-industriel et défend l'idée que le capitalisme profite de l'incarcération, en particulier de l'incarcération des personnes racisées, des femmes et des personnes pauvres. La conférence a encouragé différentes organisations à s'engager dans l'activisme. L’initiative Schools Not Jails et la Youthforce Coalition ont notamment commencé à combattre ce qu’ils appelaient la « criminalisation de la jeunesse non-blanche » après la conférence.

## Campagnes et projets
Critical Resistance organise des conférences comme stratégie pour ouvrir la discussion sur les prisons, obtenir des informations auprès de différents militants et participants, et diffuser des informations dans différentes régions des États-Unis. CR a organisé des conférences à travers Critical Resistance South à la Nouvelle-Orléans et Critical Resistance East à New York. Critical Resistance a travaillé sur de nombreuses campagnes et projets pour abolir les prisons aux niveaux local, national et mondial.
Le groupe de travail Prisoner Mail Working Group reçoit régulièrement du courrier de prisonnières et prisonniers afin de rester en contact avec eux et de comprendre ce qui se passe dans les prisons. Selon l'organisation il est essentiel que les voix de diverses communautés soient entendues, en particulier celles des détenus, afin de créer un dialogue collectif qui puisse exposer la réalité des prisons.
Critical Resistance a travaillé sur des campagnes visant à annuler la California's Juvenile Crime Initiative (Proposition 21 passée en Californie qui a contribué à augmenter l'incarcération des jeunes) et à empêcher le département des services correctionnels et de réhabilitation de Californie de construire une prison de 5 160 places au coût de 335 millions de dollars dans la Vallée Centrale. En 2001, CR intente une action en justice contre le département des services correctionnels et de réhabilitation de Californie qui génère une couverture médiatique importante. CR a travaillé avec le California Prison Moratorium Project pour rassembler une coalition d'écologistes, de syndicats de travailleurs agricoles, de défenseurs de personnes latino-américaines et migrantes et de militants pour l'abolition des prisons. Les tribunaux ont depuis retardé la construction de la prison.
L'organisation a également travaillé en étroite collaboration avec la San Francisco Jail Fight Coalition (également connue sous le nom de No New SF Jail Coalition) et a réussi à arrêter une proposition de projet de construction de prison de 456 millions de dollars. CR a suggéré que les coûts de construction d'un nouveau système carcéral étaient trop élevés et trop coûteux étant donné le fait qu'il y avait déjà beaucoup de prisons dans le comté. Au lieu de cela, il a été suggéré d'utiliser ces fonds pour le bien-être, la santé publique et des logements abordables ai sein des communautés.
Beyond Attica: Close Prisons-Build Communities est une campagne continue qui prône la fermeture du centre correctionnel d'Attica dans l'état de New York. L'organisation collecte des données, des photographies et des enregistrements d'entretiens d'anciens détenus afin de révéler les punitions et violations des droits humains qui ont lieu au sein de cette prison depuis son ouverture dans les années 30. L'objectif est d'utiliser ces preuves matérielles pour obtenir le soutien du public et plaider en faveur de la fermeture de cette prison.
La campagne The Abolitionist Educators travaille avec des éducateurs et des universitaires pour informer les étudiants et les prisonniers en écrivant sur les questions abolitionnistes dans la revue The Abolitionist, en faisant des présentations dans les universités et en enseignant ces questions dans leurs propres salles de classe. Selon le rapport annuel 2014 de l'organisation, le but du journal The Abolitionist est de « partager une analyse politique avec les personnes emprisonnées, d'augmenter la communication intérieur-extérieur et d'augmenter la capacité d'organisation à l'intérieur des murs de la prison ».
CR Film Festival and Video Series travaille à créer des documentaires pour « reconnaître l'importance du travail culturel dans la lutte contre le système carcéro-industriel ».
Critical Resistance collabore avec l'organisation A New Way of Life fondée par Susan Burton dans le cadre du projet Leadership, Education, Action and Dialogue (LEAD) pour organiser des ateliers qui partagent les expériences de femmes anciennement incarcérées et informent les participants sur le sujet des prisons.
Selon Critical Resistance, The Oakland Power Projects a été lancé en mars 2015 pour former et informer les membres de la communauté sur la manière de gérer correctement les problèmes de sécurité au niveau locaux sans l'implication de la police. Le projet consiste en plusieurs ateliers dispensés par des instructeurs allant de médecins, infirmiers et spécialistes de la santé qui discutent de l'impact de la façon de traiter correctement les personnes qui se trouvent dans des états de détresse en raison de blessures physiques légères et de troubles mentaux,.
Stop Urban Shield est un projet lancé par la section basée à Oakland. Créée en 2007, Urban Shield est un projet de formation des forces de l'ordre situé dans la Baie de San Francisco. Les forces de l'ordre peuvent y suivre des formations tactiques et d'unités d'intervention SWAT pour répondre aux urgences. Critical Resistance travaille pour arrêter Urban Shield dans le comté d'Alameda au travers de manifestations et de demandes de définancement du projet à travers le comté.

## Partenariat avec INCITE!
Le groupe INCITE! de lutte contre les violences faites aux femmes et Critical Resistance se sont associés pour créer une déclaration sur les liens entre violence sexistes sexistes et sexuelles et le complexe carcéro-industriel. Selon l'auteur militant Kristian Williams, ce partenariat a été formé parce que le manque d'attention porté à la violence au sein des communautés et la non-prise en compte des expériences des survivantes de violences conjugales et d'autres crimes liés au genre ont provoqué des tensions au sein du mouvement féministe, ce qui a limité le succès global de Critical Resistance. 
La déclaration publiée en 2001 déclare que le mouvement pour l'abolition des prisons doit lutter contre les violences sexistes et sexuelles et que les mouvements sociaux ne doivent pas travailler de manière isolée mais plutôt en coalitions intersectionnelles. Elle déclare que les deux organisations partagent des luttes et des objectifs communs et travaillent à déconstruire ce qu'elles identifient comme le sexisme, le racisme, le classisme et l'homophobie qui existent dans le système de justice pénale. La déclaration analyse les façons dont les femmes sont ciblées de manière disproportionnée par le système judiciaire et identifie des stratégies pour combattre ces injustices.

## Chronologie
- 1998 - Conférence Critical Resistance to the Prison Industrial Complex à Berkeley, Californie. En septembre 1998, Critical Resistance tient sa première conférence qui conteste le phénomène désormais connu comme complexe carcéro-industriel (PIC)[24].
- 1998 - Formation de Critical Resistance Youth Force, une coalition d'organisations de la jeunesse issue de la région de la Baie de San Francisco. Elle était codirigée par Anita Miralle De Asis et Rory Caygill, et à son apogée comptait plus de 40 organisations membres. La coalition a mobilisé des milliers de jeunes pour s'organiser contre la législation Prop 21 et pour diriger la campagne Books Not Bars (« financer les écoles, pas les prisons »)[25]. Elle a mobilisé des centaines de jeunes de la région de la Baie pour protester contre la Convention nationale démocrate de 2000 à Los Angeles et la réunion de l'Organisation mondiale du commerce à Washington[26].
- 1998 - Plusieurs milliers d'élèves du secondaire organisent une grève pour réclamer « Des écoles, pas des prisons »[10].
- 2001 - Conférence Critical Resistance East à New York.
- 2001 - Publication d'INCITE! « Critical Resistance-Incite! Statement on Gender violence and the Prison Industrial Complex »[23].
- 2001 - Au printemps 2001, CR intente une action en justice contre le département des services correctionnels et de réhabilitation de Californie qui a depuis empêché la construction d'une prison de 5 160 places dans la Vallée Centrale de Californie.
- 2003 - Conférence Critical Resistance South dans le quartier de Tremé en Nouvelle-Orléans. Cette conférence a ciblé les problèmes dans les prisons pour femmes et des ateliers y ont été organisés sur des questions telles que la violence interpersonnelle, la toxicomanie pour les femmes enceintes, les conditions de détention pour la communauté LGBTQ[27].
- 2005 - Lutte contre l'essor de la construction de prisons en Californie ; entretiens dans la presse The Christian Science Monitor, Los Angeles Times et autres. Lancement d'une campagne d'amnistie pour les personnes accusées d'avoir pillé après le passage de l'ouragan Katrina à travers le pays[réf. nécessaire].
- 2008 - Du 26 au 28 septembre 2008, Critical Resistance a tenu une conférence pour son 10e anniversaire (CR10) à Oakland. La conférence s'est concentrée sur l'élaboration de stratégies, la collaboration et l'organisation pour obtenir l'abolition des prisons. Ellee comprenait des ateliers, des projections de films, des performances artistiques, des séances de stratégie et des réunions. Un grand nombre de jeunes, de personnes racisées et de membres de la communauté LGBT ont assisté et participé aux activités de la conférence[28].
- 2013 - Critical Resistance collabore avec la No New SF Jail Coalition pour arrêter la proposition d'un projet de prison de 456 millions de dollars.
- 2014 - Critical Resistance distribue 12 000 numéros de la revue The Abolitionist qui comprend des histoires écrites par celles et ceux qui sont emprisonnés.

## Voir également
- Abolition de la prison
- Angela Davis